# Liběchov
Liběchov – miasto w Czechach, w kraju środkowoczeskim. 
Według danych z 1 stycznia 2024, liczba mieszkańców miasta wynosi 1077 osób (1423. miejsce w kraju wśród miejscowości; 577. miejsce wśród miast).
W mieście jest stacja kolejowa Liběchov.

## Demografia
| Rok             | 2008 | 2016 | 2024 |
| --------------- | ---- | ---- | ---- |
| Liczba ludności | 999  | 1057 | 1077 |